# (975) Perseverantia
(975) Perseverantia est un astéroïde de la ceinture principale découvert le 27 mars 1922 par l'astronome autrichien Johann Palisa.
Ses désignations provisoires sont 1922 LT, 1950 CK et A912 CB.